# 레인보우 식스
레인보우 식스(Rainbow Six)는 가상의 대테러 부대인 레인보우를 이끄는 인물 존 클라크의 부대 내 위치를 나타내는 말이다. 레인보우 부대는 테러를 말살하기 위해 조직된 다국적 대테러 부대로 1998년 미국에 발매된 톰 클랜시의 테크노 스릴러 소설 《레인보우 식스》에 처음 등장한다. 이후 소설이 게임으로 등장한다

## 레인보우 팀
소설 《레인보우 식스》는 레인보우를 국제적인 나토가 소유한 대테러 작전 본부로 묘사하고 있다.
레인보우는 SAS가 주둔하는 영국의 헤리퍼드를 근거로 하고 있는데, 영국은 세계의 대부분 국가로 뻗을 수 있는 위치인 데다 미국과는 다르게 언론 제한이 있기 때문이다. 레인보우 내의 인물은 대부분 미국인이나 영국인이지만, 나토 국가인 프랑스, 독일, 캐나다, 이탈리아에 더해 이스라엘, 콜럼비아, 그 외 국가에서도 각각을 대표하는 부대원을 참가시키고 있다. 그래야만 국제 관계에 얽매이지 않고 어디에나 부대를 보낼 수 있기 때문이다.
레인보우에는 작전 전체를 감독하는 한 명의 지휘관과 한 명의 참모장이 있고, 두 개의 작전 팀으로 구성되어 있다. 자체 정보부를 가지고 있어서 전 세계에 걸쳐 정보 교류를 한다. 레인보우가 다른 나라의 요청을 받아 테러 상황을 다룰 경우, 두 팀 중 한 팀만이 작전에 투입되지만, 특정 상황에서는 모두 보내기도 한다. 양 팀은 모두 팀의 리더로서 장교가 포함되어 있다.

## 소설
소설은 1998년 8월 미국에서 처음 출판되어 초판 200만부가 팔려나갔다. 대한민국에서는 2004년 6월 노블하우스를 통해 총 네 권으로 출판되었다. 소설은 팀의 조직과 활약, 그리고 거대한 음모 집단과의 싸움을 그리고 있다.

## 컴퓨터·비디오 게임
첫 게임은 소설이 쓰이는 동안 레드 스톰 엔터테인먼트에서 개발하였으나, 이후에 유비소프트가 레드 스톰 엔터테인먼트를 인수하며 2001년부터 개발과 발행을 맡았다.
게임 레인보우 식스는 전략적인 요소를 가미한 일인칭 슈팅 게임으로, 플레이어는 무작정 총을 쏘는 것보다는 잠입이나 팀워크, 전략에 많은 신경을 쏟아야 한다. 그러나 최신작은 대중적인 판매를 위해 전략적 요소를 축소하고 시장에 나오는 주류 일인칭 슈팅 게임과 비슷한 면모를 띠고 있다.

### PC 게임
- 레인보우 식스: 이글 워치 (1999) (확장팩)
- 레인보우 식스: 로그 스피어 (1999)
  - 레인보우 식스: 로그 스피어: 어반 오퍼레이션 (2000) (확장팩)
  - 레인보우 식스: 코버트 오퍼레이션 에센셜 (2000) (독립 확장팩)
  - 레인보우 식스: 로그 스피어: 블랙 쏜 (2001) (독립 확장팩)
- 레인보우 식스 3: 레이븐 쉴드 (2003)
  - 레인보우 식스 3: 아테나 스워드 (2004) (확장팩)
  - 레인보우 식스 3: 아이언 레이스 (2005) (다운로드 확장팩)
- 레인보우 식스: 락다운 (2005)
- 레인보우 식스: 베가스 (2006)
- 레인보우 식스: 베가스2 (2008)
- 레인보우 식스: 시즈 (2015)
  - 레인보우식스 시즈: 오퍼레이션 블랙아이스(2016) (다운로드 확장팩)
  - 레인보우식스 시즈: 오퍼레이션 더스트 라인(2016) (다운로드 확장팩)
  - 레인보우식스 시즈: 오퍼레이션 스컬레인(2016) (다운로드 확장팩)
  - 레인보우식스 시즈: 오퍼레이션 레드 크로우(2016) (다운로드 확장팩)
  - 레인보우식스 시즈:오퍼레이션 벨벳셸(2017) (다운로드 확장팩)
  - 레인보우식스 시즈: 오퍼레이션 블러드오키드(2017) (다운로드 확장팩)
  - 레인보우식스 시즈: 오퍼레이션 헬스(2017) (다운로드 확장팩)
  - 레인보우식스 시즈: 오퍼레이션 화이트노이즈(2017) (다운로드 확장팩)
  - 레인보우식스 시즈: 오퍼레이션 키메라(2018) (다운로드 확장팩)
  - 레인보우식스 시즈:오퍼레이션 파라블럼(2018) (다운로드 확장팩)
  - 레인보우식스 시즈: 오퍼레이션 그림 스카이(2018) (다운로드 확장팩)
  - 레인보우식스 시즈: 오퍼레이션 윈드 바스티온(2018) (다운로드 확장팩)
  - 레인보우식스 시즈: 오퍼레이션 번즈 호라이즌(2019) (다운로드 확장팩)
  - 레인보우식스 시즈: 오퍼레이션 팬텀 사이트(2019) (다운로드 확장팩)
  - 레인보우식스 시즈: 오퍼레이션 엠버 라이즈(2019) (다운로드 확장팩)
  - 레인보우식스 시즈: 오퍼레이션 쉬프팅 타이즈(2019) (다운로드 확장팩)
  - (2020): 레인보우식스 쿼런틴

- 레인보우 식스: 테이크 다운 (2001)

테이크 다운은 한국의 카마디지털엔터테인먼트에서 《레인보우 식스: 로그 스피어》의 엔진을 사와 제작한 한국판 레인보우 식스로, 한국만의 레인보우 부대가 조직된다는 별도의 설정을 가지며 종로와 시청역이 배경으로 등장하였다.

### 콘솔 게임
- 레인보우 식스 (닌텐도 64/플레이스테이션, 1999; 드림캐스트, 2000)
- 레인보우 식스: 로그 스피어 (드림캐스트, 2000; 플레이스테이션, 2001)
- 레인보우 식스: 론 울프 (플레이스테이션, 2002)
- 레인보우 식스 3 (엑스박스, 2003, 플레이스테이션 2/게임 큐브, 2004)
- 레인보우 식스 3: 블랙 애로우 (엑스박스, 2004)
- 레인보우 식스: 락다운 (플레이스테이션 2/엑스박스/게임큐브, 2005)
- 레인보우 식스: 크리티컬 아워 (플레이스테이션 2/엑스박스, 2006)
- 레인보우 식스: 베가스 (엑스박스 360, 2006; 플레이스테이션 3, 2007)

### 휴대용 게임
- 레인보우 식스 (게임보이 칼라, 2000)
- 레인보우 식스: 로그 스피어 (게임보이 어드밴스, 2000)
- 레인보우 식스: 베가스 (PSP, 2006)
- 레인보우 식스: 쉐도우 뱅가드 (iPhone/iPad/iPod 2011)